# Herbert Gille
Herbert Otto Gille, né le 8 mars 1897 à Gandersheim (Empire allemand) et mort le 26 décembre 1966 à Stemmen (Allemagne de l'Ouest), est un officier allemand de l'armée de terre. Dans la Waffen-SS, il atteignit le grade de Obergruppenführer et commanda la division SS Wiking.

## Biographie
Officier d'artillerie en 1914-1918, il s'engage dès 1934 dans les formations armées de la SS. Il commande le 1er Régiment d'artillerie SS en Pologne et en France, avant de prendre la tête de celui de la nouvelle division Wiking à sa formation. Il mène ses canons en Ukraine, lors de la terrible campagne hivernale en 1941, ainsi que durant l'offensive de 1942 et la contre-attaque soviétique. 
Il succède ensuite à Steiner et parvient à sauver sa division de l'anéantissement à Tcherkassy. Il entre dans la légende de la SS et reçoit le 20 avril 1944, des mains d'Hitler, une des plus hautes décorations militaires allemandes : la Croix de chevalier de la croix de fer avec feuilles de chêne, glaives et brillants. Il commanda également le 4eme SS-PanzerKorps durant l'opération Konrad.

## Promotions militaires
- Leutnant: 27 janvier 1915
- Oberleutnant: 31 mars 1919
- SS-Anwärter: décembre 1931
- SS-Scharführer: 1932
- SS-Untersturmführer: 20 avril 1933
- SS-Obersturmführer: 20 avril 1935
- SS-Hauptsturmführer: 9 novembre 1935
- SS-Sturmbannführer: 20 avril 1937
- SS-Obersturmbannführer: 19 octobre 1939
- SS-Standartenführer: 30 janvier 1941
- SS-Oberführer: 1er octobre 1941
- SS-Brigadeführer und Generalmajor der Waffen-SS: 9 novembre 1942
- SS-Gruppenführer und Generaleutnant der Waffen-SS: 9 novembre 1943
- SS-Obergruppenführer und General der Waffen-SS: 9 novembre 1944

## Décorations notables
- Croix de fer seconde et première classes
- Bague d'honneur des SS
- Agrafe de rappel pour la croix de fer Seconde (1939) et Première (1939) Classes
- croix de chevalier de la croix de fer (1942)
  - avec feuilles de chêne (1943)
  - avec glaives (1944)
  - avec brillants (1944)
- Insigne de combat général (1941)
- Médaille de l'Anschluss
- Médaille des Sudètes
- Médaille du Front de l'Est (1941)
- Croix d'honneur (1934)
- Croix allemande en or (1942)
- Croix du mérite de guerre du Duché de Brunswick : seconde et première classes
- Ordre de la Croix de la Liberté première classe avec épées (Finlande)
- Mentionné deux fois dans la revue Wehrmachtbericht (6 avril 1944 et 2 septembre 1944)